# 亀石 (モンゴル)

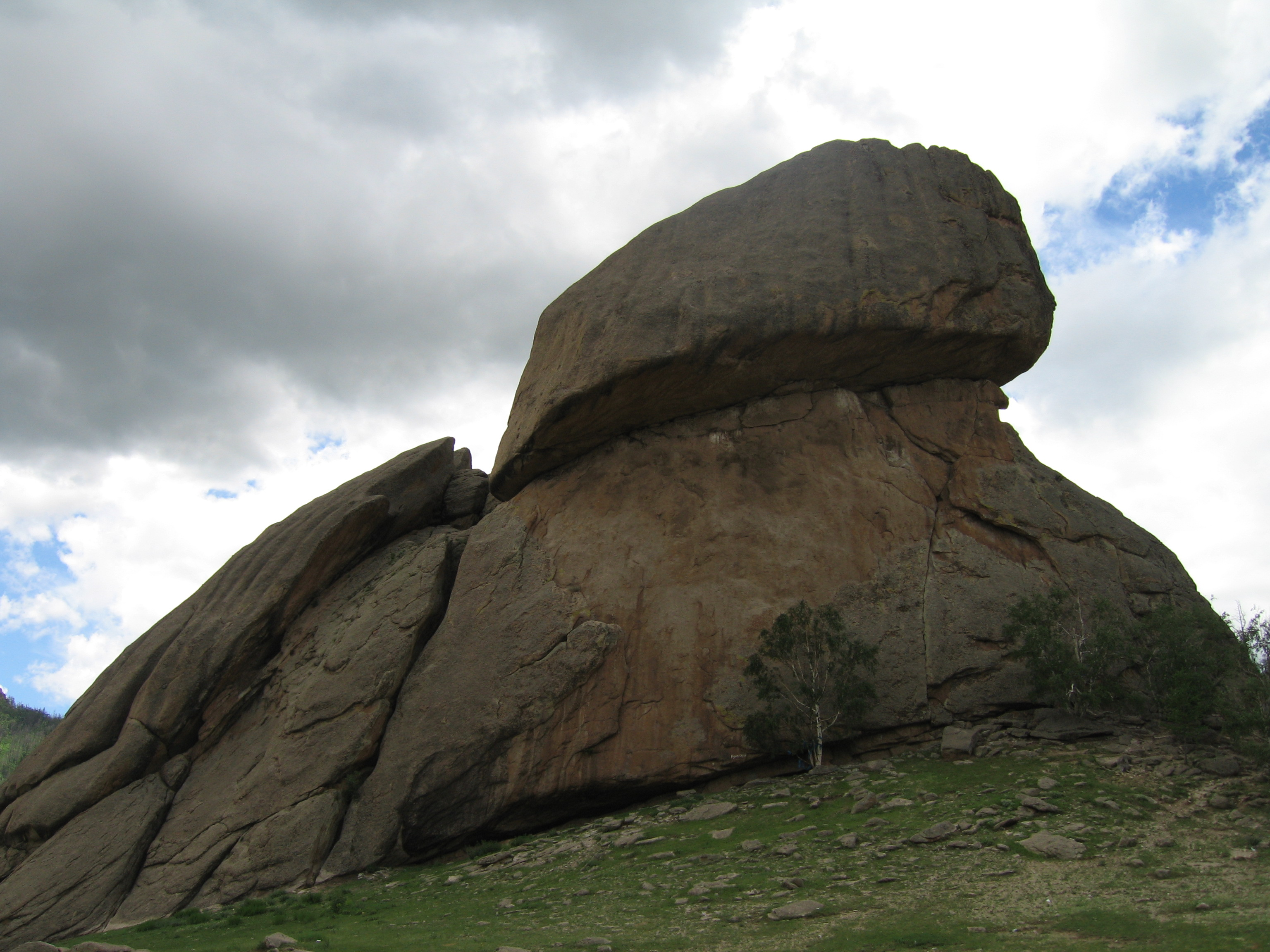
亀石

亀石（Turtle Rock、モンゴル語: Мэлхий хад）はモンゴルのゴルヒ・テレルジ国立公園にある巨石。
高さ15メートルの高さの花崗岩でできた巨石である。風雨によって亀のような形に浸食されたことからこの名前がつけられており、首の高さまで登ることができる。地元の人々からは信仰の対象になっており、願いをかなえる力があるという。